# Syndicat mixte pour l'aménagement et le développement des Combrailles
Pour l’article ayant un titre homophone, voir Combrailles (homonymie).

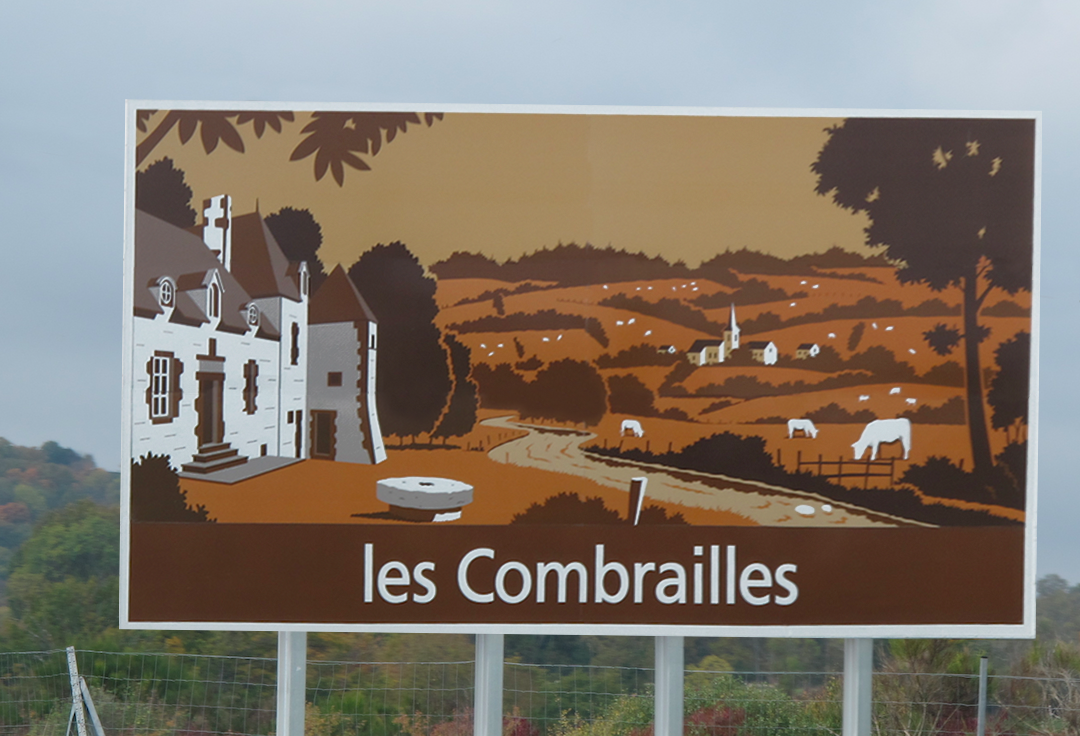

Le Syndicat mixte pour l'aménagement et le développement des Combrailles (SMAD des Combrailles) est un syndicat mixte située dans le département du Puy-de-Dôme et la région d'Auvergne.

## Situation
Le SMAD des Combrailles couvre le nord-ouest du département du Puy-de-Dôme. Il est constitué de hauts plateaux granitiques (600 à 1 000 m) entaillés par la vallée de la Sioule du Sud au Nord, parsemés d’étangs et séparés de la plaine de la Limagne à l’Est par la chaîne des Puys.

## Description
- Date de création : 1985
- Surface : 1 922 km2
- Population : 49 847 habitants en 2011
- Densité : 26 habitants/km2
- Villes principales : Saint-Gervais-d'Auvergne, Manzat, Saint-Éloy-les-Mines, Pontaumur.

## Communes membres
Il regroupe 3 communautés de communes pour un total de 99 communes, selon le site officiel :
- Communauté de communes Chavanon Combrailles et Volcans ;
- Communauté de communes Combrailles Sioule et Morge ;
- Communauté de communes du Pays de Saint-Éloy.